# Matic Žitko
Matic Žitko (Lubiana, 21 febbraio 1990) è un ex calciatore sloveno, di ruolo centrocampista.